# Сурове дијагонале
„Сурове дијагонале” је југословенски кратки филм из 1967. године. Режирао га је Влатко Филиповић који је заједно са Јованом Лубардићем написао и сценарио.

## Улоге
| Глумац              | Улога |
| ------------------- | ----- |
| Лука Делић          |       |
| Јасенко Галијашевић |       |